# Justicia yunnanensis
Justicia yunnanensis är en akantusväxtart som beskrevs av W. W. Smith. Justicia yunnanensis ingår i släktet Justicia och familjen akantusväxter. Inga underarter finns listade i Catalogue of Life.